# Duplex sumbawensis
Duplex sumbawensis là một loài bướm đêm thuộc họ Erebidae. Nó được tìm thấy ở Sumbawa.
Sải cánh dài khoảng 8.5 mm. Cánh trước màu nâu hơi xám